# Serie A de Ecuador 2024
El Campeonato Ecuatoriano de Fútbol 2024 llamado oficialmente «LigaPro Ecuabet 2024» por motivos de patrocinio, fue la sexagésima sexta (66.ª) edición de la Serie A del fútbol profesional ecuatoriano y la sexta (6.ª) bajo la denominación de LigaPro. El torneo fue organizado por la Liga Profesional de Fútbol del Ecuador, empezó en marzo y finalizó en diciembre.
En esta temporada se produjo el regreso del Club Deportivo Macará de Ambato a la máxima categoría tras una temporada de ausencia. El Imbabura Sporting Club de la provincia de Imbabura retornó a la máxima división del fútbol ecuatoriano tras 13 años, siendo la última vez en el Campeonato Nacional 2011.
El campeón fue Liga Deportiva Universitaria que consiguió su décimo tercer título de Serie A derrotando por segunda vez a Independiente del Valle con un marcador global de 3-1 a favor de los albos. Liga también logró el bicampeonato tras el título conseguido en 2023, siendo el tercero de su historia tras los conseguidos en 1974-1975 y 1998-1999.

## Sistema de juego
El sistema de juego del Campeonato Nacional 2024 fue ratificado por parte de la LigaPro el 4 de diciembre de 2023. Estuvo compuesto de 3 etapas, se jugó la misma modalidad con respecto a la temporada pasada.
El Campeonato Nacional de Fútbol Serie A 2024, según lo establecido, fue jugado por 16 equipos que se disputaron el título en tres etapas. En total se jugaron 30 fechas que iniciaron en marzo además de la final en caso de ser necesario.
La primera etapa o fase uno del campeonato consistió de 15 jornadas. La modalidad fue de todos contra todos; el equipo que terminó en el primer lugar clasificó a la final de campeonato y a la Copa Libertadores.
La segunda etapa o fase dos del campeonato consistió de 15 jornadas. La modalidad fue de todos contra todos; el equipo que terminó en el primer lugar clasificó a la final de campeonato y a la Copa Libertadores.
Los ganadores de las dos etapas jugaron una final ida y vuelta que sirvió para proclamar el «campeón nacional». Si un equipo ganaba las dos etapas se proclamaba campeón de manera directa.
Así mismo para la clasificación para los torneos internacionales se tomó en cuenta una tabla acumulada después de las 30 fechas y los cupos se repartieron de la siguiente manera: para la Copa Libertadores 2025 clasificaron el campeón como Ecuador 1, el subcampeón como Ecuador 2, el primer mejor ubicado de la tabla acumulada como Ecuador 3 y el último cupo a la Copa Libertadores (Ecuador 4) fue para el campeón de la Copa Ecuador 2024. Para la Copa Sudamericana 2025 clasificaron: el segundo mejor ubicado de la tabla acumulada como Ecuador 1, el tercer mejor ubicado de la tabla acumulada como Ecuador 2, el cuarto mejor ubicado de la tabla acumulada como Ecuador 3 y el quinto mejor ubicado de la tabla acumulada como Ecuador 4. Además el campeón disputó la Supercopa de Ecuador 2025.
La pérdida de categoría fue para los equipos que ocuparon los dos últimos puestos en la tabla acumulada (30 jornadas) y jugaron en la Serie B en el 2025.

### Criterios de desempate
El orden de clasificación de los equipos al finalizar cada fase, se determinó en una tabla de cómputo general, de la siguiente manera:
- 1) Mayor cantidad de puntos.
- 2) Mayor diferencia de goles; en caso de igualdad;
- 3) Mayor cantidad de goles a favor; en caso de igualdad;
- 4) Mejor performance en los partidos que se enfrentaron entre sí en cada etapa; en caso de igualdad;
- 5) Sorteo público.

## Relevo anual de clubes
| Pos | Ascendidos de la Serie B |
| --- | ------------------------ |
| 1.° | Macará                   |
| 2.° | Imbabura                 |

| Pos  | Descendidos de la Serie A |
| ---- | ------------------------- |
| 15.° | Gualaceo                  |
| 16.° | Guayaquil City            |

## Equipos participantes
| Nombre del club                       | Ciudad    | Entrenador               | Estadio                                    | Capacidad | Marca           | Patrocinador                                                                                                  |
| ------------------------------------- | --------- | ------------------------ | ------------------------------------------ | --------- | --------------- | --- |
| Sociedad Deportiva Aucas              | Quito     | Gabriel Pereyra          | Cooprogreso Gonzalo Pozo Ripalda           | 18 799    | Jasa Evolution  | Lotería Nacional                                                                                              |
| Barcelona Sporting Club               | Guayaquil | Segundo Castillo         | Monumental Banco Pichincha                 | 57 267    | Marathon Sports | Cerveza Pilsener                                                                                              |
| Cumbayá Fútbol Club                   | Quito     | Rommel Tapia (int.)      | Olímpico Atahualpa                         | 38 258    | Lotto           | Marsbet |
| Delfín Sporting Club                  | Manta     | Javier Carvajal          | Jocay                                      | 22 000    | Baldo's         | La Esquina de Ales                                                                                            |
| Club Deportivo Cuenca                 | Cuenca    | Norberto Araujo          | Alejandro Serrano Aguilar Banco del Austro | 18 549    | Lotto           | Ver lista Banco del Austro Chubb Seguros                                                                      |
| Club Deportivo El Nacional            | Quito     | Marcelo Zuleta           | Olímpico Atahualpa                         | 38 258    | Lotto           | Ver lista ANDEC Incoreacables Forbet                                                                          |
| Club Sport Emelec                     | Guayaquil | Leonel Álvarez           | George Capwell Banco del Austro            | 39 000    | Adidas          | Ecuabet |
| Imbabura Sporting Club                | Ibarra    | Álvaro Villarreal (int.) | Olímpico de Ibarra                         | 17 300    | Ortiz Design    | Ver lista Cooperativa Acción Imbaburapak Fábrica de Medias Gardenia                                           |
| Club Independiente del Valle          | Sangolquí | Javier Gandolfi          | Banco Guayaquil                            | 12 000    | Marathon Sports | Ver lista Ecuabet Banco Guayaquil Chubb Seguros                                                               |
| Libertad Fútbol Club                  | Loja      | Juan Carlos León         | Reina del Cisne                            | 14 935    | Jasa Evolution  | Ver lista Banco de Loja Grand Aviation                                                                        |
| Liga Deportiva Universitaria de Quito | Quito     | Pablo Sánchez            | Rodrigo Paz Delgado                        | 41 575    | Puma            | Banco Pichincha                                                                                               |
| Club Deportivo Macará                 | Ambato    | Álex Pallarés            | Bellavista Universidad Indoamérica         | 16 467    | Boman           | Ver lista Universidad Indoamérica Gana Play Miracle Centro Médico Deportivo Saludsa Cooperativa Credil        |
| Mushuc Runa Sporting Club             | Ambato    | Ever Hugo Almeida        | Mushuc Runa COAC                           | 8200      | Boman           | Mushuc Runa COAC                                                                                              |
| Orense Sporting Club                  | Machala   | Santiago Escobar         | Banco de Machala 9 de Mayo                 | 16 456    | Elohim          | Ver lista Banco de Machala IncarPalm                                                                          |
| Club Técnico Universitario            | Ambato    | Paúl Vélez               | Bellavista Universidad Indoamérica         | 16 467    | Vaz Sport       | Ver lista San Francisco COAC Ltda. Latribet Plastivill Automotores Pérez Óptica InterAndina Bogati Kumho Tire |
| Club Deportivo Universidad Católica   | Quito     | Jorge Célico             | Olímpico Atahualpa                         | 38 258    | Umbro           | Ver lista Banco Pichincha Fundación Crisfe                                                                    |

## Equipos por ubicación geográfica
| Provincia  | N.° | Equipos                                                                                          |
| ---------- | --- | ------------------------------------------------------------------------------------------------ |
| Pichincha  | 6   | - Aucas - Cumbayá - El Nacional - Independiente del Valle - Liga de Quito - Universidad Católica |
| Tungurahua | 3   | - Macará - Mushuc Runa - Técnico Universitario                                                   |
| Guayas     | 2   | - Barcelona - Emelec                                                                             |
| Azuay      | 1   | - Deportivo Cuenca                                                                               |
| El Oro     | 1   | - Orense                                                                                         |
| Imbabura   | 1   | - Imbabura                                                                                       |
| Loja       | 1   | - Libertad                                                                                       |
| Manabí     | 1   | - Delfín                                                                                         |

| Delfín Independiente del Valle Imbabura Barcelona Emelec Deportivo Cuenca Aucas Cumbayá El Nacional Liga de Quito Universidad Católica Macará Mushuc Runa Técnico Universitario Orense Libertad |

## Cambio de entrenadores

### Primera etapa
| Equipo                | Pos. | Entrenador saliente | Último partido                     | Fecha | Entrenador sucesor | Fecha debut  | Ref.          |
| --------------------- | ---- | ------------------- | ---------------------------------- | ----- | ------------------ | ------------ | ------------- |
| Técnico Universitario | 11   | Juan Pablo Buch     | Delfín 2-0 Técnico Universitario   | 3.°   | Paúl Vélez         | 7.°          | [ 24 ] [ 25 ] |
| Deportivo Cuenca      | 14   | Luis García         | Barcelona 4-0 Deportivo Cuenca     | 7.°   | Igor Oca           | 10.°         | [ 26 ] [ 27 ] |
| Libertad              | 16   | Geovanny Cumbicus   | Cumbayá 0-0 Libertad               | 9.°   | Juan Carlos León   | 10.°         | [ 28 ] [ 29 ] |
| Barcelona             | 6    | Diego López         | Barcelona 1-0 El Nacional          | 9.°   | Ariel Holan        | 4.°          | [ 30 ] [ 31 ] |
| El Nacional           | 9    | Ever Hugo Almeida   | Barcelona 1-0 El Nacional          | 9.°   | Marcelo Zuleta     | 11.°         | [ 32 ] [ 33 ] |
| Mushuc Runa           | 12   | Renato Salas        | Deportivo Cuenca 5-0 Mushuc Runa   | 10.°  | Ever Hugo Almeida  | 11.°         | [ 34 ] [ 35 ] |
| Orense                | 11   | Nicolás Chietino    | Orense 0-1 El Nacional             | 11.°  | Santiago Escobar   | 12.°         | [ 36 ] [ 37 ] |
| Delfín                | 15   | Guillermo Duró      | Delfín 1-3 Barcelona               | 11.°  | Juan Pablo Buch    | 12.°         | [ 38 ] [ 39 ] |
| Liga de Quito         | 4    | Josep Alcácer       | Barcelona 2-0 Liga de Quito        | 5.°   | Pablo Sánchez      | 1.º (Fase 2) | [ 40 ] [ 41 ] |
| Cumbayá               | 14   | Norberto Araujo     | Orense 1-0 Cumbayá                 | 14.°  | Armando Osma       | 2.º (Fase 2) | [ 42 ] [ 43 ] |
| Emelec                | 6    | Hernán Torres       | Emelec 0-0 Libertad                | 15.°  | Leonel Álvarez     | 1.º (Fase 2) | [ 44 ] [ 45 ] |
| Imbabura              | 14   | Joel Armas          | Aucas 2-2 Imbabura                 | 15.°  | Martín Wainer      | 1.º (Fase 2) | [ 46 ] [ 47 ] |
| Aucas                 | 4    | Gerardo Espinoza    | Aucas 2-2 Imbabura                 | 15.°  | Jorge Alfonso      | 1.º (Fase 2) | [ 48 ] [ 49 ] |
| Deportivo Cuenca      | 10   | Igor Oca            | Deportivo Cuenca 2-2 Liga de Quito | 15.°  | Andrés Carevic     | 1.º (Fase 2) | [ 50 ] [ 51 ] |

### Segunda etapa
| Equipo           | Pos. | Entrenador saliente | Último partido                    | Fecha | Entrenador sucesor  | Fecha debut | Ref.          |
| ---------------- | ---- | ------------------- | --------------------------------- | ----- | ------------------- | ----------- | ------------- |
| Aucas            | 15   | Jorge Alfonso       | Orense 4-0 Aucas                  | 1.°   | Sebastián Blázquez  | 2.°         | [ 52 ] [ 53 ] |
| Imbabura         | 12   | Martín Wainer       | Orense 0-1 Imbabura               | 4.°   | Galo Rodríguez      | 6.°         | [ 54 ] [ 55 ] |
| Deportivo Cuenca | 16   | Andrés Carevic      | Deportivo Cuenca 1-2 El Nacional  | 5.°   | Norberto Araujo     | 6.°         | [ 56 ] [ 57 ] |
| Aucas            | 15   | Sebastián Blázquez  | Aucas 0-2 Independiente del Valle | 5.°   | Gabriel Pereyra     | 6.°         | [ 58 ] [ 59 ] |
| Delfín           | 10   | Juan Pablo Buch     | Delfín 0-0 Deportivo Cuenca       | 6.°   | Javier Carvajal     | 7.°         | [ 60 ] [ 61 ] |
| Cumbayá          | 16   | Armando Osma        | Cumbayá 0-3 Aucas                 | 7.°   | Juan Carlos Carrión | 8.°         | [ 62 ]        |
| Cumbayá          | 15   | Juan Carlos Carrión | Cumbayá 1-0 Emelec                | 8.°   | Diego Chamorro      | 9.°         | [ 63 ]        |
| Barcelona        | 9    | Ariel Holan         | El Nacional 3-0 Barcelona         | 9.°   | Segundo Castillo    | 10.°        | [ 64 ] [ 65 ] |
| Imbabura         | 13   | Galo Rodríguez      | Libertad 3-1 Imbabura             | 12.°  | Brandon Salazar     | 13.°        | [ 66 ]        |

### Listado
| Listado de entrenadores | Listado de entrenadores        | Listado de entrenadores |
| Equipo                  | Entrenador                     | Fechas                  |
| ----------------------- | ------------------------------ | ----------------------- |
| Aucas                   | Gerardo Espinoza               | 1–15                    |
| Aucas                   | Jorge Alfonso                  | 16                      |
| Aucas                   | Sebastián Blázquez             | 17–20                   |
| Aucas                   | Gabriel Pereyra                | 21–30                   |
| Barcelona               | Diego López                    | 1–3, 6–9                |
| Barcelona               | Segundo Castillo (interino)    | 10                      |
| Barcelona               | Ariel Holan                    | 4–5, 11–24              |
| Barcelona               | Segundo Castillo               | 25–30                   |
| Cumbayá                 | Norberto Araujo                | 1–14                    |
| Cumbayá                 | Lucas García (interino)        | 15                      |
| Cumbayá                 | Steeven Quishpe (interino)     | 16                      |
| Cumbayá                 | Armando Osma                   | 17–22                   |
| Cumbayá                 | Juan Carlos Carrión            | 23                      |
| Cumbayá                 | Diego Chamorro                 | 24–29                   |
| Cumbayá                 | Juan Carlos Carrión (interino) | 30                      |
| Delfín                  | Guillermo Duró                 | 1–11                    |
| Delfín                  | Juan Pablo Buch                | 12–21                   |
| Delfín                  | Javier Carvajal                | 22–30                   |
| Deportivo Cuenca        | Luis García                    | 1–7                     |
| Deportivo Cuenca        | Jerson Stacio (interino)       | 8–9                     |
| Deportivo Cuenca        | Igor Oca                       | 10–15                   |
| Deportivo Cuenca        | Andrés Carevic                 | 16–20                   |
| Deportivo Cuenca        | Norberto Araujo                | 21–30                   |
| El Nacional             | Ever Hugo Almeida              | 1–9                     |
| El Nacional             | Edgardo Onofa (interino)       | 10                      |
| El Nacional             | Marcelo Zuleta                 | 11–30                   |
| Emelec                  | Hernán Torres                  | 1–15                    |
| Emelec                  | Leonel Álvarez                 | 16–30                   |
| Imbabura                | Joel Armas                     | 1–15                    |
| Imbabura                | Martín Wainer                  | 16–19                   |
| Imbabura                | Brandon Salazar (interino)     | 20                      |
| Imbabura                | Galo Rodríguez                 | 21–27                   |
| Imbabura                | Brandon Salazar (interino)     | 28–29                   |
| Imbabura                | Álvaro Villarreal (interino)   | 30                      |
| Independiente del Valle | Javier Gandolfi                | 1–30                    |
| Libertad                | Geovanny Cumbicus              | 1–9                     |
| Libertad                | Juan Carlos León               | 10–30                   |
| Liga de Quito           | Josep Alcácer                  | 1–13                    |
| Liga de Quito           | Patricio Hurtado (interino)    | 14–15                   |
| Liga de Quito           | Pablo Sánchez                  | 16–30                   |
| Macará                  | Álex Pallarés                  | 1–30                    |
| Mushuc Runa             | Renato Salas                   | 1–10                    |
| Mushuc Runa             | Ever Hugo Almeida              | 11–30                   |
| Orense                  | Nicolás Chietino               | 1–11                    |
| Orense                  | Santiago Escobar               | 12–30                   |
| Técnico Universitario   | Juan Pablo Buch                | 1–3                     |
| Técnico Universitario   | Juan Pablo Beltrán (interino)  | 4–6                     |
| Técnico Universitario   | Paúl Vélez                     | 7–30                    |
| Universidad Católica    | Jorge Célico                   | 1–30                    |

## Primera etapa

### Clasificación
| Pos. | Equipo                  | Pts. | PJ | G  | E | P  | GF | GC | Dif. |  |
| ---- | ----------------------- | ---- | -- | -- | - | -- | -- | -- | ---- |  |
| 1    | Independiente del Valle | 35   | 15 | 10 | 5 | 0  | 23 | 8  | +15  |  |
| 2    | Barcelona               | 31   | 15 | 9  | 4 | 2  | 24 | 8  | +16  |  |
| 3    | Liga de Quito           | 30   | 15 | 9  | 3 | 3  | 27 | 17 | +10  |  |
| 4    | Aucas                   | 29   | 15 | 8  | 5 | 2  | 31 | 18 | +13  |  |
| 5    | Universidad Católica    | 25   | 15 | 7  | 4 | 4  | 31 | 20 | +11  |  |
| 6    | Emelec                  | 25   | 15 | 6  | 7 | 2  | 17 | 12 | +5   |  |
| 7    | El Nacional             | 21   | 15 | 8  | 0 | 7  | 17 | 16 | +1   |  |
| 8    | Mushuc Runa             | 18   | 15 | 5  | 3 | 7  | 18 | 19 | −1   |  |
| 9    | Macará                  | 18   | 15 | 4  | 6 | 5  | 11 | 13 | −2   |  |
| 10   | Deportivo Cuenca        | 16   | 15 | 3  | 7 | 5  | 25 | 24 | +1   |  |
| 11   | Técnico Universitario   | 16   | 15 | 4  | 4 | 7  | 14 | 21 | −7   |  |
| 12   | Orense                  | 15   | 15 | 3  | 6 | 6  | 10 | 17 | −7   |  |
| 13   | Cumbayá                 | 14   | 15 | 4  | 2 | 9  | 8  | 19 | −11  |  |
| 14   | Imbabura                | 13   | 15 | 3  | 4 | 8  | 17 | 29 | −12  |  |
| 15   | Delfín                  | 9    | 15 | 2  | 3 | 10 | 8  | 23 | −15  |  |
| 16   | Libertad                | 4    | 15 | 1  | 5 | 9  | 8  | 25 | −17  |  |

 Fuente: LigaPro
Notas:
1. ↑  El Nacional fue penalizado con 3 puntos menos, por una sanción de la FEF.[75][76]
2. ↑  Libertad fue sancionado con 4 puntos menos, por temas relacionados a apuestas deportivas en la temporada pasada.[77][78]

|  | Clasificado a la final de campeonato y a la Copa Libertadores 2025. |

### Evolución de la clasificación
| Equipo / Fecha          | 1  | 2  | 3  | 4  | 5  | 6  | 7  | 8  | 9  | 10 | 11 | 12 | 13 | 14 | 15 |
| ----------------------- | -- | -- | -- | -- | -- | -- | -- | -- | -- | -- | -- | -- | -- | -- | -- |
| Independiente del Valle | 7  | 4  | 1  | 1  | 1  | 2  | 2  | 2  | 2  | 2  | 2  | 1  | 1  | 1  | 1  |
| Barcelona               | 3  | 8  | 8  | 9  | 11 | 11 | 7  | 7  | 6  | 6  | 4  | 4  | 4  | 2  | 2  |
| Liga de Quito           | 5  | 3  | 7  | 7  | 8  | 5  | 5  | 4  | 5  | 4  | 3  | 3  | 3  | 3  | 3  |
| Aucas                   | 2  | 1  | 2  | 3  | 3  | 1  | 1  | 1  | 1  | 1  | 1  | 2  | 2  | 4  | 4  |
| Universidad Católica    | 1  | 2  | 3  | 4  | 5  | 4  | 3  | 5  | 4  | 3  | 6  | 5  | 5  | 6  | 5  |
| Emelec                  | 4  | 5  | 5  | 2  | 2  | 3  | 4  | 3  | 3  | 5  | 5  | 6  | 6  | 5  | 6  |
| El Nacional             | 15 | 15 | 14 | 12 | 9  | 10 | 12 | 8  | 9  | 8  | 7  | 8  | 8  | 7  | 7  |
| Mushuc Runa             | 6  | 6  | 4  | 6  | 6  | 7  | 8  | 10 | 10 | 12 | 14 | 14 | 11 | 11 | 8  |
| Macará                  | 9  | 9  | 6  | 5  | 4  | 6  | 6  | 6  | 7  | 7  | 8  | 7  | 7  | 8  | 9  |
| Deportivo Cuenca        | 10 | 11 | 12 | 11 | 14 | 14 | 14 | 13 | 15 | 11 | 13 | 12 | 10 | 10 | 10 |
| Técnico Universitario   | 8  | 10 | 11 | 10 | 10 | 12 | 11 | 9  | 8  | 9  | 9  | 9  | 9  | 9  | 11 |
| Orense                  | 14 | 12 | 13 | 15 | 15 | 15 | 15 | 14 | 11 | 10 | 11 | 10 | 12 | 12 | 12 |
| Cumbayá                 | 11 | 13 | 15 | 14 | 13 | 8  | 10 | 12 | 13 | 14 | 10 | 13 | 14 | 14 | 13 |
| Imbabura                | 13 | 7  | 9  | 8  | 7  | 9  | 9  | 11 | 12 | 13 | 12 | 11 | 13 | 13 | 14 |
| Delfín                  | 12 | 14 | 10 | 13 | 12 | 13 | 13 | 15 | 14 | 15 | 15 | 15 | 15 | 15 | 15 |
| Libertad                | 16 | 16 | 16 | 16 | 16 | 16 | 16 | 16 | 16 | 16 | 16 | 16 | 16 | 16 | 16 |

| 1. 2. |

### Resultados
- Los horarios corresponden al huso horario de Ecuador: (UTC-5).

| Delfín                | 0 - 1 | Independiente del Valle | Jocay                     | 1 de marzo | 19:00 | ESPN Extra |
| Mushuc Runa           | 2 - 1 | Libertad                | Mushuc Runa COAC          | 2 de marzo | 13:00 | ESPN Extra |
| Aucas                 | 2 - 0 | Orense                  | Gonzalo Pozo Ripalda      | 2 de marzo | 15:30 | ESPN Extra |
| Deportivo Cuenca      | 1 - 2 | Emelec                  | Alejandro Serrano Aguilar | 2 de marzo | 18:00 | ESPN Extra |
| Universidad Católica  | 3 - 0 | El Nacional             | Olímpico Atahualpa        | 3 de marzo | 13:00 | ESPN Extra |
| Técnico Universitario | 1 - 0 | Cumbayá                 | Bellavista                | 3 de marzo | 15:30 | ESPN Extra |
| Barcelona             | 2 - 0 | Imbabura                | Monumental                | 3 de marzo | 18:00 | ESPN Extra |
| Liga de Quito         | 2 - 1 | Macará                  | Rodrigo Paz Delgado       | 4 de marzo | 19:00 | ESPN Extra |

| Emelec                  | 0 - 0 | Mushuc Runa           | George Capwell       | 8 de marzo  | 19:00 | ESPN Extra |
| Macará                  | 1 - 0 | El Nacional           | Bellavista           | 9 de marzo  | 13:00 | ESPN Extra |
| Imbabura                | 3 - 0 | Delfín                | Olímpico de Ibarra   | 9 de marzo  | 15:30 | ESPN Extra |
| Independiente del Valle | 3 - 1 | Barcelona             | Banco Guayaquil      | 9 de marzo  | 18:00 | ESPN Extra |
| Aucas                   | 3 - 1 | Técnico Universitario | Gonzalo Pozo Ripalda | 10 de marzo | 13:00 | ESPN Extra |
| Orense                  | 1 - 1 | Deportivo Cuenca      | 9 de Mayo            | 10 de marzo | 15:30 | ESPN Extra |
| Cumbayá                 | 1 - 3 | Liga de Quito         | Olímpico Atahualpa   | 10 de marzo | 18:00 | ESPN Extra |
| Libertad                | 0 - 1 | Universidad Católica  | Reina del Cisne      | 11 de marzo | 19:00 | ESPN Extra |

| Macará                  | 3 - 0 | Libertad              | Bellavista          | 15 de marzo | 16:30 | ESPN Extra |
| Independiente del Valle | 3 - 0 | Cumbayá               | Banco Guayaquil     | 15 de marzo | 19:00 | ESPN Extra |
| Mushuc Runa             | 3 - 0 | Imbabura              | Mushuc Runa COAC    | 16 de marzo | 13:00 | ESPN Extra |
| Liga de Quito           | 1 - 2 | Aucas                 | Rodrigo Paz Delgado | 16 de marzo | 15:30 | ESPN Extra |
| Barcelona               | 0 - 0 | Orense                | Monumental          | 16 de marzo | 18:00 | ESPN Extra |
| Universidad Católica    | 3 - 3 | Deportivo Cuenca      | Olímpico Atahualpa  | 17 de marzo | 13:00 | ESPN Extra |
| Delfín                  | 2 - 0 | Técnico Universitario | Jocay               | 17 de marzo | 15:30 | ESPN Extra |
| El Nacional             | 0 - 1 | Emelec                | Olímpico Atahualpa  | 17 de marzo | 18:00 | ESPN Extra |

| Cumbayá               | 2 - 1 | Mushuc Runa             | Olímpico Atahualpa   | 19 de marzo | 16:30 | ESPN Extra |
| Orense                | 1 - 2 | Imbabura                | 9 de Mayo            | 19 de marzo | 19:00 | ESPN Extra |
| Deportivo Cuenca      | 1 - 1 | Macará                  | Jorge Andrade Cantos | 20 de marzo | 16:30 | ESPN Extra |
| Aucas                 | 3 - 4 | El Nacional             | Gonzalo Pozo Ripalda | 20 de marzo | 19:00 | ESPN Extra |
| Técnico Universitario | 1 - 1 | Independiente del Valle | Bellavista           | 21 de marzo | 16:30 | ESPN Extra |
| Emelec                | 2 - 0 | Delfín                  | George Capwell       | 21 de marzo | 19:00 | ESPN Extra |
| Libertad              | 2 - 3 | Liga de Quito           | Reina del Cisne      | 30 de abril | 19:00 | ESPN Extra |
| Universidad Católica  | 0 - 1 | Barcelona               | Olímpico Atahualpa   | 1 de mayo   | 19:00 | ESPN Extra |

| Imbabura                | 0 - 0 | Cumbayá              | Olímpico de Ibarra | 23 de marzo | 15:30 | ESPN Extra |
| El Nacional             | 2 - 1 | Deportivo Cuenca     | La Cocha           | 23 de marzo | 18:00 | ESPN Extra |
| Técnico Universitario   | 1 - 1 | Macará               | Bellavista         | 24 de marzo | 15:30 | ESPN Extra |
| Independiente del Valle | 1 - 1 | Aucas                | Banco Guayaquil    | 24 de marzo | 18:00 | ESPN Extra |
| Delfín                  | 1 - 1 | Libertad             | Jocay              | 25 de marzo | 16:30 | ESPN Extra |
| Orense                  | 1 - 1 | Emelec               | 9 de Mayo          | 25 de marzo | 19:00 | ESPN Extra |
| Mushuc Runa             | 2 - 1 | Universidad Católica | Mushuc Runa COAC   | 22 de mayo  | 15:30 | ESPN Extra |
| Barcelona               | 2 - 0 | Liga de Quito        | Monumental         | 22 de mayo  | 19:00 | ESPN Extra |

| Liga de Quito        | 5 - 0 | Imbabura                | Rodrigo Paz Delgado  | 28 de marzo | 19:00 | ESPN Extra |
| Macará               | 1 - 1 | Barcelona               | Bellavista           | 29 de marzo | 19:00 | ESPN Extra |
| Mushuc Runa          | 0 - 2 | Aucas                   | Mushuc Runa COAC     | 30 de marzo | 13:00 | ESPN Extra |
| Libertad             | 1 - 0 | Técnico Universitario   | Reina del Cisne      | 30 de marzo | 15:30 | ESPN Extra |
| Cumbayá              | 1 - 0 | El Nacional             | Olímpico Atahualpa   | 30 de marzo | 18:00 | ESPN Extra |
| Universidad Católica | 5 - 1 | Orense                  | Olímpico Atahualpa   | 31 de marzo | 13:00 | ESPN Extra |
| Deportivo Cuenca     | 0 - 0 | Delfín                  | Jorge Andrade Cantos | 31 de marzo | 15:30 | ESPN Extra |
| Emelec               | 0 - 0 | Independiente del Valle | George Capwell       | 31 de marzo | 18:00 | ESPN Extra |

| Orense                  | 2 - 2 | Mushuc Runa          | 9 de Mayo            | 5 de abril | 19:00 | ESPN Extra |
| Aucas                   | 3 - 0 | Cumbayá              | Gonzalo Pozo Ripalda | 6 de abril | 13:00 | ESPN Extra |
| El Nacional             | 1 - 2 | Liga de Quito        | Olímpico Atahualpa   | 6 de abril | 15:30 | ESPN Extra |
| Barcelona               | 4 - 0 | Deportivo Cuenca     | Monumental           | 6 de abril | 18:00 | ESPN Extra |
| Independiente del Valle | 3 - 0 | Libertad             | Banco Guayaquil      | 7 de abril | 13:00 | ESPN Extra |
| Delfín                  | 0 - 2 | Universidad Católica | Jocay                | 7 de abril | 15:30 | ESPN Extra |
| Técnico Universitario   | 1 - 1 | Emelec               | Bellavista           | 7 de abril | 18:00 | ESPN Extra |
| Imbabura                | 0 - 1 | Macará               | Olímpico de Ibarra   | 8 de abril | 19:00 | ESPN Extra |

| Deportivo Cuenca     | 3 - 3 | Aucas                   | Alejandro Serrano Aguilar | 12 de abril | 19:00 | ESPN Extra |
| Mushuc Runa          | 1 - 2 | Técnico Universitario   | Mushuc Runa COAC          | 13 de abril | 13:00 | ESPN Extra |
| Macará               | 0 - 0 | Orense                  | Bellavista                | 13 de abril | 15:30 | ESPN Extra |
| Emelec               | 2 - 0 | Cumbayá                 | George Capwell            | 13 de abril | 18:00 | ESPN Extra |
| Universidad Católica | 2 - 2 | Independiente del Valle | Rodrigo Paz Delgado       | 14 de abril | 13:00 | ESPN Extra |
| El Nacional          | 2 - 0 | Imbabura                | Gonzalo Pozo Ripalda      | 14 de abril | 15:30 | ESPN Extra |
| Libertad             | 0 - 3 | Barcelona               | Reina del Cisne           | 14 de abril | 18:00 | ESPN Extra |
| Liga de Quito        | 2 - 1 | Delfín                  | Rodrigo Paz Delgado       | 15 de abril | 19:00 | ESPN Extra |

| Cumbayá                 | 0 - 0 | Libertad             | La Cocha             | 17 de abril | 16:30 | ESPN Extra |
| Técnico Universitario   | 2 - 1 | Deportivo Cuenca     | Bellavista           | 17 de abril | 19:00 | ESPN Extra |
| Imbabura                | 2 - 2 | Universidad Católica | Olímpico de Ibarra   | 18 de abril | 14:00 | ESPN Extra |
| Independiente del Valle | 2 - 1 | Mushuc Runa          | Banco Guayaquil      | 18 de abril | 16:30 | ESPN Extra |
| Barcelona               | 1 - 0 | El Nacional          | Monumental           | 18 de abril | 19:00 | ESPN Extra |
| Delfín                  | 1 - 1 | Macará               | Jocay                | 19 de abril | 14:00 | ESPN Extra |
| Orense                  | 1 - 0 | Liga de Quito        | 9 de Mayo            | 19 de abril | 16:30 | ESPN Extra |
| Aucas                   | 3 - 1 | Emelec               | Gonzalo Pozo Ripalda | 19 de abril | 16:30 | ESPN Extra |

| Deportivo Cuenca     | 5 - 0 | Mushuc Runa             | Alejandro Serrano Aguilar | 26 de abril | 19:00 | ESPN Extra |
| Universidad Católica | 2 - 1 | Cumbayá                 | Olímpico Atahualpa        | 27 de abril | 13:00 | ESPN Extra |
| Libertad             | 1 - 1 | Orense                  | Reina del Cisne           | 27 de abril | 15:30 | ESPN Extra |
| Liga de Quito        | 1 - 0 | Técnico Universitario   | Rodrigo Paz Delgado       | 27 de abril | 18:00 | ESPN Extra |
| Imbabura             | 0 - 1 | Independiente del Valle | Olímpico de Ibarra        | 28 de abril | 12:30 | ESPN Extra |
| Macará               | 0 - 2 | Aucas                   | Bellavista                | 28 de abril | 15:00 | ESPN Extra |
| Emelec               | 1 - 1 | Barcelona               | George Capwell            | 28 de abril | 18:00 | ESPN Extra |
| El Nacional          | 1 - 0 | Delfín                  | Olímpico Atahualpa        | 29 de abril | 19:00 | ESPN Extra |

| Orense                  | 0 - 1 | El Nacional          | 9 de Mayo            | 3 de mayo | 19:00 | ESPN Extra |
| Cumbayá                 | 1 - 0 | Macará               | Olímpico Atahualpa   | 4 de mayo | 13:00 | ESPN Extra |
| Mushuc Runa             | 0 - 1 | Liga de Quito        | Mushuc Runa COAC     | 4 de mayo | 15:30 | ESPN Extra |
| Delfín                  | 1 - 3 | Barcelona            | Jocay                | 4 de mayo | 18:00 | ESPN Extra |
| Aucas                   | 2 - 0 | Libertad             | Gonzalo Pozo Ripalda | 5 de mayo | 13:00 | ESPN Extra |
| Independiente del Valle | 1 - 0 | Deportivo Cuenca     | Banco Guayaquil      | 5 de mayo | 15:30 | ESPN Extra |
| Emelec                  | 2 - 1 | Universidad Católica | George Capwell       | 5 de mayo | 18:00 | ESPN Extra |
| Técnico Universitario   | 1 - 1 | Imbabura             | Bellavista           | 6 de mayo | 19:00 | ESPN Extra |

| Deportivo Cuenca     | 2 - 1 | Cumbayá                 | Alejandro Serrano Aguilar | 10 de mayo | 19:00 | ESPN Extra |
| Imbabura             | 4 - 2 | Libertad                | Olímpico de Ibarra        | 11 de mayo | 13:00 | ESPN Extra |
| Macará               | 0 - 0 | Mushuc Runa             | Bellavista                | 11 de mayo | 15:30 | ESPN Extra |
| Liga de Quito        | 2 - 2 | Emelec                  | Rodrigo Paz Delgado       | 11 de mayo | 18:00 | ESPN Extra |
| El Nacional          | 1 - 2 | Independiente del Valle | Olímpico Atahualpa        | 12 de mayo | 13:00 | ESPN Extra |
| Delfín               | 0 - 1 | Orense                  | Jocay                     | 12 de mayo | 15:30 | ESPN Extra |
| Barcelona            | 1 - 1 | Aucas                   | Monumental                | 12 de mayo | 18:00 | ESPN Extra |
| Universidad Católica | 3 - 2 | Técnico Universitario   | Olímpico Atahualpa        | 13 de mayo | 19:00 | ESPN Extra |

| Deportivo Cuenca        | 5 - 2 | Imbabura             | Alejandro Serrano Aguilar | 17 de mayo | 19:00 | ESPN Extra |
| Libertad                | 0 - 2 | El Nacional          | Reina del Cisne           | 18 de mayo | 13:00 | ESPN Extra |
| Emelec                  | 0 - 1 | Macará               | George Capwell            | 18 de mayo | 15:30 | ESPN Extra |
| Independiente del Valle | 1 - 1 | Liga de Quito        | Banco Guayaquil           | 18 de mayo | 18:00 | ESPN Extra |
| Mushuc Runa             | 5 - 0 | Delfín               | Mushuc Runa COAC          | 19 de mayo | 13:00 | ESPN Extra |
| Aucas                   | 2 - 2 | Universidad Católica | Gonzalo Pozo Ripalda      | 19 de mayo | 15:30 | ESPN Extra |
| Cumbayá                 | 0 - 1 | Barcelona            | Olímpico Atahualpa        | 19 de mayo | 18:00 | ESPN Extra |
| Técnico Universitario   | 1 - 0 | Orense               | Bellavista                | 20 de mayo | 19:00 | ESPN Extra |

| Imbabura      | 1 - 2 | Emelec                  | Olímpico de Ibarra  | 24 de mayo | 19:00 | ESPN Extra |
| Liga de Quito | 2 - 1 | Universidad Católica    | Rodrigo Paz Delgado | 25 de mayo | 20:00 | ESPN Extra |
| Delfín        | 2 - 0 | Aucas                   | Jocay               | 25 de mayo | 20:00 | ESPN Extra |
| Macará        | 0 - 1 | Independiente del Valle | Bellavista          | 25 de mayo | 20:00 | ESPN Extra |
| Barcelona     | 3 - 0 | Técnico Universitario   | Monumental          | 25 de mayo | 20:00 | ESPN Extra |
| El Nacional   | 1 - 0 | Mushuc Runa             | Olímpico Atahualpa  | 26 de mayo | 15:30 | ESPN Extra |
| Orense        | 1 - 0 | Cumbayá                 | 9 de Mayo           | 26 de mayo | 18:00 | ESPN Extra |
| Libertad      | 0 - 0 | Deportivo Cuenca        | Reina del Cisne     | 27 de mayo | 19:00 | ESPN Extra |

| Técnico Universitario   | 1 - 2 | El Nacional   | Bellavista                | 31 de mayo | 19:00 | ESPN Extra |
| Aucas                   | 2 - 2 | Imbabura      | Gonzalo Pozo Ripalda      | 1 de junio | 13:00 | ESPN Extra |
| Cumbayá                 | 1 - 0 | Delfín        | La Cocha                  | 1 de junio | 15:30 | ESPN Extra |
| Emelec                  | 0 - 0 | Libertad      | George Capwell            | 1 de junio | 18:00 | ESPN Extra |
| Universidad Católica    | 3 - 0 | Macará        | Rodrigo Paz Delgado       | 2 de junio | 15:00 | ESPN Extra |
| Mushuc Runa             | 1 - 0 | Barcelona     | La Cocha                  | 2 de junio | 18:00 | ESPN Extra |
| Deportivo Cuenca        | 2 - 2 | Liga de Quito | Alejandro Serrano Aguilar | 2 de junio | 18:00 | ESPN Extra |
| Independiente del Valle | 1 - 0 | Orense        | Banco Guayaquil           | 2 de junio | 18:00 | ESPN Extra |

## Segunda etapa

### Clasificación
| Pos. | Equipo                  | Pts. | PJ | G  | E | P  | GF | GC | Dif. |  |
| ---- | ----------------------- | ---- | -- | -- | - | -- | -- | -- | ---- |  |
| 1    | Liga de Quito           | 35   | 15 | 11 | 2 | 2  | 33 | 14 | +19  |  |
| 2    | Independiente del Valle | 30   | 15 | 9  | 3 | 3  | 33 | 14 | +19  |  |
| 3    | Universidad Católica    | 26   | 15 | 8  | 2 | 5  | 28 | 24 | +4   |  |
| 4    | Barcelona               | 25   | 15 | 7  | 4 | 4  | 30 | 21 | +9   |  |
| 5    | Orense                  | 25   | 15 | 7  | 4 | 4  | 18 | 16 | +2   |  |
| 6    | Mushuc Runa             | 23   | 15 | 5  | 8 | 2  | 27 | 24 | +3   |  |
| 7    | Libertad                | 23   | 15 | 6  | 5 | 4  | 20 | 18 | +2   |  |
| 8    | Técnico Universitario   | 22   | 15 | 6  | 4 | 5  | 25 | 15 | +10  |  |
| 9    | Delfín                  | 22   | 15 | 6  | 4 | 5  | 21 | 22 | −1   |  |
| 10   | El Nacional             | 19   | 15 | 5  | 4 | 6  | 16 | 20 | −4   |  |
| 11   | Aucas                   | 16   | 15 | 4  | 4 | 7  | 16 | 22 | −6   |  |
| 12   | Macará                  | 15   | 15 | 4  | 3 | 8  | 15 | 27 | −12  |  |
| 13   | Deportivo Cuenca        | 13   | 15 | 4  | 4 | 7  | 15 | 21 | −6   |  |
| 14   | Imbabura                | 11   | 15 | 3  | 2 | 10 | 17 | 31 | −14  |  |
| 15   | Cumbayá                 | 10   | 15 | 2  | 4 | 9  | 17 | 34 | −17  |  |
| 16   | Emelec                  | 9    | 15 | 3  | 3 | 9  | 12 | 20 | −8   |  |

 Fuente: LigaPro
Notas:
1. ↑  Deportivo Cuenca fue penalizado con 3 puntos menos, por una sanción de la FEF.[80][81]
2. ↑  Emelec fue penalizado con 3 puntos menos, por una sanción de la FEF.[82][83]

|  | Clasificado a la final de campeonato y a la Copa Libertadores 2025. |

### Evolución de la clasificación
| Equipo / Fecha          | 1  | 2  | 3  | 4  | 5  | 6  | 7  | 8  | 9  | 10 | 11 | 12 | 13 | 14 | 15 |
| ----------------------- | -- | -- | -- | -- | -- | -- | -- | -- | -- | -- | -- | -- | -- | -- | -- |
| Liga de Quito           | 1  | 1  | 2  | 1  | 1  | 1  | 1  | 2  | 1  | 1  | 2  | 2  | 1  | 2  | 1  |
| Independiente del Valle | 11 | 12 | 10 | 7  | 5  | 3  | 4  | 1  | 2  | 2  | 1  | 1  | 2  | 1  | 2  |
| Universidad Católica    | 4  | 8  | 6  | 8  | 4  | 6  | 3  | 5  | 3  | 4  | 4  | 5  | 4  | 5  | 3  |
| Barcelona               | 3  | 3  | 5  | 3  | 6  | 4  | 7  | 7  | 9  | 6  | 5  | 6  | 3  | 3  | 4  |
| Orense                  | 2  | 2  | 1  | 2  | 2  | 2  | 5  | 3  | 5  | 3  | 3  | 3  | 5  | 4  | 5  |
| Mushuc Runa             | 8  | 5  | 3  | 5  | 7  | 5  | 2  | 4  | 4  | 5  | 6  | 4  | 7  | 7  | 6  |
| Libertad                | 9  | 6  | 9  | 10 | 9  | 12 | 11 | 12 | 11 | 11 | 11 | 8  | 8  | 8  | 7  |
| Técnico Universitario   | 6  | 4  | 7  | 9  | 8  | 7  | 9  | 8  | 10 | 10 | 7  | 7  | 6  | 6  | 8  |
| Delfín                  | 5  | 7  | 4  | 6  | 10 | 10 | 10 | 9  | 6  | 7  | 9  | 9  | 9  | 9  | 9  |
| El Nacional             | 14 | 14 | 11 | 11 | 11 | 9  | 8  | 10 | 7  | 8  | 8  | 10 | 11 | 10 | 10 |
| Aucas                   | 15 | 16 | 15 | 14 | 15 | 16 | 15 | 16 | 15 | 14 | 14 | 12 | 13 | 13 | 11 |
| Macará                  | 16 | 10 | 8  | 4  | 3  | 8  | 6  | 6  | 8  | 9  | 10 | 11 | 10 | 11 | 12 |
| Deportivo Cuenca        | 7  | 9  | 13 | 15 | 16 | 14 | 14 | 13 | 13 | 13 | 13 | 14 | 12 | 12 | 13 |
| Imbabura                | 13 | 11 | 12 | 12 | 12 | 11 | 12 | 11 | 12 | 12 | 12 | 13 | 14 | 14 | 14 |
| Cumbayá                 | 10 | 13 | 14 | 13 | 14 | 15 | 16 | 15 | 16 | 16 | 16 | 15 | 15 | 15 | 15 |
| Emelec                  | 12 | 15 | 16 | 16 | 13 | 13 | 13 | 14 | 14 | 15 | 15 | 16 | 16 | 16 | 16 |

### Resultados
- Los horarios corresponden al huso horario de Ecuador: (UTC-5).

| Orense                  | 4 - 0 | Aucas                 | 9 de Mayo          | 2 de agosto | 19:00 | Zapping Sports                |
| Libertad                | 2 - 2 | Mushuc Runa           | Reina del Cisne    | 3 de agosto | 14:00 | Zapping Sports                |
| Independiente del Valle | 1 - 2 | Delfín                | Banco Guayaquil    | 3 de agosto | 16:30 | Zapping Sports                |
| Imbabura                | 1 - 3 | Barcelona             | Olímpico de Ibarra | 3 de agosto | 19:00 | Zapping Sports                |
| El Nacional             | 0 - 2 | Universidad Católica  | Olímpico Atahualpa | 4 de agosto | 13:00 | Zapping Sports y Teleamazonas |
| Macará                  | 0 - 4 | Liga de Quito         | Bellavista         | 4 de agosto | 15:30 | Zapping Sports y Teleamazonas |
| Emelec                  | 0 - 1 | Deportivo Cuenca      | George Capwell     | 4 de agosto | 18:00 | Zapping Sports                |
| Cumbayá                 | 1 - 2 | Técnico Universitario | Olímpico Atahualpa | 5 de agosto | 19:00 | Zapping Sports                |

| Deportivo Cuenca      | 1 - 2 | Orense                  | Alejandro Serrano Aguilar | 9 de agosto  | 19:00 | Zapping Sports                |
| Universidad Católica  | 1 - 2 | Libertad                | Olímpico Atahualpa        | 10 de agosto | 12:30 | Zapping Sports                |
| Liga de Quito         | 2 - 1 | Cumbayá                 | Rodrigo Paz Delgado       | 10 de agosto | 15:00 | Zapping Sports                |
| Barcelona             | 3 - 2 | Independiente del Valle | Monumental                | 10 de agosto | 18:00 | Zapping Sports                |
| El Nacional           | 1 - 3 | Macará                  | Olímpico Atahualpa        | 11 de agosto | 13:00 | Zapping Sports y Teleamazonas |
| Delfín                | 1 - 1 | Imbabura                | Jocay                     | 11 de agosto | 15:30 | Zapping Sports                |
| Mushuc Runa           | 3 - 0 | Emelec                  | La Cocha                  | 11 de agosto | 18:00 | Zapping Sports y Teleamazonas |
| Técnico Universitario | 2 - 0 | Aucas                   | Bellavista                | 12 de agosto | 19:00 | Zapping Sports                |

| Libertad              | 0 - 1 | Macará                  | Reina del Cisne           | 16 de agosto | 19:00 | Zapping Sports                |
| Cumbayá               | 1 - 3 | Independiente del Valle | Olímpico Atahualpa        | 17 de agosto | 14:00 | Zapping Sports                |
| Aucas                 | 0 - 1 | Liga de Quito           | Gonzalo Pozo Ripalda      | 17 de agosto | 16:30 | Zapping Sports y Teleamazonas |
| Orense                | 3 - 2 | Barcelona               | 9 de Mayo                 | 17 de agosto | 19:00 | Zapping Sports                |
| Imbabura              | 2 - 3 | Mushuc Runa             | Olímpico de Ibarra        | 18 de agosto | 13:00 | Zapping Sports                |
| Deportivo Cuenca      | 1 - 2 | Universidad Católica    | Alejandro Serrano Aguilar | 18 de agosto | 15:30 | Zapping Sports y Teleamazonas |
| Emelec                | 0 - 1 | El Nacional             | George Capwell            | 18 de agosto | 18:00 | Zapping Sports                |
| Técnico Universitario | 0 - 1 | Delfín                  | Bellavista                | 19 de agosto | 19:00 | Zapping Sports                |

| Macará                  | 3 - 1 | Deportivo Cuenca      | Bellavista          | 23 de agosto | 19:00 | Zapping Sports                |
| Mushuc Runa             | 0 - 0 | Cumbayá               | La Cocha            | 24 de agosto | 13:00 | Zapping Sports                |
| El Nacional             | 0 - 0 | Aucas                 | Olímpico Atahualpa  | 24 de agosto | 15:30 | Zapping Sports y Teleamazonas |
| Delfín                  | 0 - 1 | Emelec                | Jocay               | 24 de agosto | 18:00 | Zapping Sports                |
| Independiente del Valle | 1 - 0 | Técnico Universitario | Banco Guayaquil     | 25 de agosto | 13:00 | Zapping Sports                |
| Liga de Quito           | 3 - 0 | Libertad              | Rodrigo Paz Delgado | 25 de agosto | 15:30 | Zapping Sports                |
| Barcelona               | 1 - 0 | Universidad Católica  | Monumental          | 25 de agosto | 18:00 | Zapping Sports y Teleamazonas |
| Imbabura                | 0 - 1 | Orense                | Olímpico de Ibarra  | 26 de agosto | 19:00 | Zapping Sports                |

| Universidad Católica | 5 - 1 | Mushuc Runa             | Olímpico Atahualpa        | 30 de agosto    | 19:00 | Zapping Sports                |
| Deportivo Cuenca     | 1 - 2 | El Nacional             | Alejandro Serrano Aguilar | 31 de agosto    | 12:30 | Zapping Sports                |
| Libertad             | 2 - 0 | Delfín                  | Reina del Cisne           | 31 de agosto    | 15:00 | Zapping Sports                |
| Liga de Quito        | 3 - 0 | Barcelona               | Rodrigo Paz Delgado       | 31 de agosto    | 18:00 | Zapping Sports                |
| Macará               | 0 - 0 | Técnico Universitario   | Bellavista                | 1 de septiembre | 13:00 | Zapping Sports y Teleamazonas |
| Aucas                | 0 - 2 | Independiente del Valle | Gonzalo Pozo Ripalda      | 1 de septiembre | 15:30 | Zapping Sports                |
| Emelec               | 2 - 1 | Orense                  | George Capwell            | 1 de septiembre | 18:00 | Zapping Sports y Teleamazonas |
| Cumbayá              | 1 - 2 | Imbabura                | Olímpico Atahualpa        | 2 de septiembre | 19:00 | Zapping Sports                |

| Orense                  | 2 - 2 | Universidad Católica | 9 de Mayo            | 13 de septiembre | 19:00 | Zapping Sports                |
| Delfín                  | 0 - 0 | Deportivo Cuenca     | Jocay                | 14 de septiembre | 14:00 | Zapping Sports                |
| Imbabura                | 4 - 0 | Liga de Quito        | Olímpico de Ibarra   | 14 de septiembre | 16:30 | Zapping Sports y Teleamazonas |
| Independiente del Valle | 2 - 1 | Emelec               | Banco Guayaquil      | 14 de septiembre | 19:00 | Zapping Sports                |
| El Nacional             | 2 - 1 | Cumbayá              | Olímpico Atahualpa   | 15 de septiembre | 12:30 | Zapping Sports                |
| Aucas                   | 1 - 2 | Mushuc Runa          | Gonzalo Pozo Ripalda | 15 de septiembre | 15:00 | Zapping Sports y Teleamazonas |
| Barcelona               | 2 - 1 | Macará               | Monumental           | 15 de septiembre | 17:30 | Zapping Sports                |
| Técnico Universitario   | 3 - 0 | Libertad             | Bellavista           | 16 de septiembre | 19:00 | Zapping Sports                |

| Libertad             | 1 - 1 | Independiente del Valle | Reina del Cisne           | 20 de septiembre | 19:00 | Zapping Sports                |
| Cumbayá              | 0 - 3 | Aucas                   | Olímpico Atahualpa        | 21 de septiembre | 14:00 | Zapping Sports y Teleamazonas |
| Liga de Quito        | 1 - 1 | El Nacional             | Rodrigo Paz Delgado       | 21 de septiembre | 16:30 | Zapping Sports y Teleamazonas |
| Deportivo Cuenca     | 1 - 0 | Barcelona               | Alejandro Serrano Aguilar | 21 de septiembre | 19:00 | Zapping Sports                |
| Macará               | 2 - 0 | Imbabura                | Bellavista                | 22 de septiembre | 13:00 | Zapping Sports                |
| Mushuc Runa          | 3 - 0 | Orense                  | La Cocha                  | 22 de septiembre | 15:30 | Zapping Sports                |
| Emelec               | 3 - 1 | Técnico Universitario   | George Capwell            | 22 de septiembre | 18:00 | Zapping Sports                |
| Universidad Católica | 2 - 1 | Delfín                  | Olímpico Atahualpa        | 23 de septiembre | 17:00 | Zapping Sports                |

| Orense                  | 1 - 0 | Macará               | 9 de Mayo            | 27 de septiembre | 17:00 | Zapping Sports                |
| Imbabura                | 1 - 0 | El Nacional          | Olímpico de Ibarra   | 28 de septiembre | 11:00 | Zapping Sports                |
| Independiente del Valle | 5 - 2 | Universidad Católica | Banco Guayaquil      | 28 de septiembre | 13:30 | Zapping Sports y Teleamazonas |
| Cumbayá                 | 1 - 0 | Emelec               | Olímpico Atahualpa   | 28 de septiembre | 16:00 | Zapping Sports                |
| Aucas                   | 1 - 4 | Deportivo Cuenca     | Gonzalo Pozo Ripalda | 29 de septiembre | 12:30 | Zapping Sports                |
| Delfín                  | 3 - 2 | Liga de Quito        | Jocay                | 29 de septiembre | 15:00 | Zapping Sports y Teleamazonas |
| Barcelona               | 0 - 0 | Libertad             | Monumental           | 29 de septiembre | 17:30 | Zapping Sports                |
| Técnico Universitario   | 2 - 2 | Mushuc Runa          | Bellavista           | 30 de septiembre | 15:30 | Zapping Sports                |

| Libertad             | 2 - 1 | Cumbayá                 | Reina del Cisne           | 4 de octubre | 19:00 | Zapping Sports                |
| Mushuc Runa          | 1 - 1 | Independiente del Valle | La Cocha                  | 5 de octubre | 11:00 | Zapping Sports                |
| Deportivo Cuenca     | 1 - 1 | Técnico Universitario   | Alejandro Serrano Aguilar | 5 de octubre | 13:30 | Zapping Sports                |
| El Nacional          | 3 - 0 | Barcelona               | Olímpico Atahualpa        | 5 de octubre | 16:00 | Zapping Sports y Teleamazonas |
| Universidad Católica | 2 - 1 | Imbabura                | Olímpico Atahualpa        | 6 de octubre | 12:00 | Zapping Sports                |
| Liga de Quito        | 2 - 0 | Orense                  | Rodrigo Paz Delgado       | 6 de octubre | 14:30 | Zapping Sports y Teleamazonas |
| Emelec               | 0 - 0 | Aucas                   | George Capwell            | 6 de octubre | 17:00 | Zapping Sports                |
| Macará               | 0 - 2 | Delfín                  | Bellavista                | 7 de octubre | 15:30 | Zapping Sports                |

| Cumbayá                 | 1 - 1 | Universidad Católica | La Cocha             | 18 de octubre | 14:30 | Zapping Sports                |
| Orense                  | 1 - 0 | Libertad             | 9 de Mayo            | 18 de octubre | 18:00 | Zapping Sports                |
| Mushuc Runa             | 1 - 1 | Deportivo Cuenca     | La Cocha             | 19 de octubre | 13:00 | Zapping Sports                |
| Técnico Universitario   | 1 - 2 | Liga de Quito        | Bellavista           | 19 de octubre | 15:30 | Zapping Sports                |
| Independiente del Valle | 3 - 1 | Imbabura             | Banco Guayaquil      | 19 de octubre | 18:00 | Zapping Sports y Teleamazonas |
| Aucas                   | 3 - 1 | Macará               | Gonzalo Pozo Ripalda | 20 de octubre | 11:00 | Zapping Sports y Teleamazonas |
| Delfín                  | 1 - 1 | El Nacional          | Jocay                | 20 de octubre | 13:30 | Zapping Sports                |
| Barcelona               | 2 - 1 | Emelec               | Monumental           | 20 de octubre | 17:00 | Zapping Sports                |

| Deportivo Cuenca     | 0 - 2 | Independiente del Valle | Alejandro Serrano Aguilar | 25 de octubre | 15:00 | Zapping Sports y Teleamazonas |
| Libertad             | 1 - 1 | Aucas                   | Reina del Cisne           | 26 de octubre | 10:30 | Zapping Sports                |
| Universidad Católica | 2 - 0 | Emelec                  | Olímpico Atahualpa        | 26 de octubre | 13:00 | Zapping Sports y Teleamazonas |
| Liga de Quito        | 1 - 1 | Mushuc Runa             | Rodrigo Paz Delgado       | 26 de octubre | 15:30 | Zapping Sports                |
| Macará               | 1 - 1 | Cumbayá                 | Bellavista                | 27 de octubre | 10:30 | Zapping Sports                |
| El Nacional          | 0 - 1 | Orense                  | Olímpico Atahualpa        | 27 de octubre | 13:00 | Zapping Sports                |
| Barcelona            | 4 - 0 | Delfín                  | Monumental                | 27 de octubre | 15:30 | Zapping Sports                |
| Imbabura             | 0 - 6 | Técnico Universitario   | Olímpico de Ibarra        | 28 de octubre | 15:00 | Zapping Sports                |

| Orense                  | 0 - 0 | Delfín               | 9 de Mayo            | 1 de noviembre | 15:30 | Zapping Sports                |
| Cumbayá                 | 1 - 0 | Deportivo Cuenca     | La Cocha             | 2 de noviembre | 10:30 | Zapping Sports                |
| Libertad                | 3 - 1 | Imbabura             | Reina del Cisne      | 2 de noviembre | 13:00 | Zapping Sports                |
| Aucas                   | 1 - 1 | Barcelona            | Gonzalo Pozo Ripalda | 2 de noviembre | 15:30 | Zapping Sports                |
| Mushuc Runa             | 2 - 1 | Macará               | La Cocha             | 3 de noviembre | 10:30 | Zapping Sports                |
| Independiente del Valle | 2 - 0 | El Nacional          | Banco Guayaquil      | 3 de noviembre | 13:00 | Zapping Sports                |
| Emelec                  | 0 - 1 | Liga de Quito        | George Capwell       | 3 de noviembre | 15:30 | Zapping Sports y Teleamazonas |
| Técnico Universitario   | 2 - 0 | Universidad Católica | Bellavista           | 4 de noviembre | 15:00 | Zapping Sports y Teleamazonas |

| Delfín               | 4 - 2 | Mushuc Runa             | Jocay               | 8 de noviembre  | 15:00 | Zapping Sports                |
| Universidad Católica | 3 - 2 | Aucas                   | Olímpico Atahualpa  | 9 de noviembre  | 10:00 | Zapping Sports y Teleamazonas |
| Macará               | 1 - 1 | Emelec                  | Bellavista          | 9 de noviembre  | 12:30 | Zapping Sports                |
| Liga de Quito        | 2 - 1 | Independiente del Valle | Rodrigo Paz Delgado | 9 de noviembre  | 15:30 | Zapping Sports                |
| El Nacional          | 1 - 4 | Libertad                | La Cocha            | 10 de noviembre | 10:30 | Zapping Sports y Teleamazonas |
| Orense               | 0 - 2 | Técnico Universitario   | 9 de Mayo           | 10 de noviembre | 13:00 | Zapping Sports                |
| Barcelona            | 8 - 1 | Cumbayá                 | Monumental          | 10 de noviembre | 15:30 | Zapping Sports                |
| Imbabura             | 0 - 2 | Deportivo Cuenca        | Olímpico de Ibarra  | 11 de noviembre | 15:00 | Zapping Sports                |

| Emelec                  | 2 - 2 | Imbabura      | George Capwell            | 23 de noviembre | 15:30 | Zapping Sports y Teleamazonas |
| Deportivo Cuenca        | 1 - 1 | Libertad      | Alejandro Serrano Aguilar | 23 de noviembre | 15:30 | Zapping Sports                |
| Cumbayá                 | 2 - 2 | Orense        | La Cocha                  | 23 de noviembre | 15:30 | Zapping Sports                |
| Técnico Universitario   | 2 - 2 | Barcelona     | Bellavista                | 23 de noviembre | 15:30 | Zapping Sports                |
| Mushuc Runa             | 2 - 2 | El Nacional   | La Cocha                  | 24 de noviembre | 10:30 | Zapping Sports                |
| Aucas                   | 2 - 0 | Delfín        | Gonzalo Pozo Ripalda      | 24 de noviembre | 13:00 | Zapping Sports                |
| Universidad Católica    | 2 - 4 | Liga de Quito | Olímpico Atahualpa        | 24 de noviembre | 15:30 | Zapping Sports                |
| Independiente del Valle | 7 - 0 | Macará        | Banco Guayaquil           | 24 de noviembre | 15:30 | Zapping Sports y Teleamazonas |

| Macará        | 1 - 2 | Universidad Católica    | Bellavista          | 30 de noviembre | 13:00 | Zapping Sports                |
| Libertad      | 2 - 1 | Emelec                  | Reina del Cisne     | 30 de noviembre | 15:30 | Zapping Sports y Teleamazonas |
| Delfín        | 6 - 4 | Cumbayá                 | Jocay               | 30 de noviembre | 15:30 | Zapping Sports                |
| Imbabura      | 1 - 2 | Aucas                   | Olímpico de Ibarra  | 30 de noviembre | 15:30 | Zapping Sports                |
| Orense        | 0 - 0 | Independiente del Valle | 9 de Mayo           | 1 de diciembre  | 15:30 | Zapping Sports                |
| Liga de Quito | 5 - 0 | Deportivo Cuenca        | Rodrigo Paz Delgado | 1 de diciembre  | 15:30 | Zapping Sports                |
| El Nacional   | 2 - 1 | Técnico Universitario   | La Cocha            | 1 de diciembre  | 15:30 | Zapping Sports                |
| Barcelona     | 2 - 2 | Mushuc Runa             | Monumental          | 1 de diciembre  | 15:30 | Zapping Sports y Teleamazonas |

## Tabla acumulada

### Clasificación
| Pos. | Equipo                  | Pts. | PJ | G  | E  | P  | GF | GC | Dif. |  |
| ---- | ----------------------- | ---- | -- | -- | -- | -- | -- | -- | ---- |  |
| 1    | Independiente del Valle | 65   | 30 | 19 | 8  | 3  | 56 | 22 | +34  |  |
| 2    | Liga de Quito (C)       | 65   | 30 | 20 | 5  | 5  | 60 | 31 | +29  |  |
| 3    | Barcelona               | 56   | 30 | 16 | 8  | 6  | 54 | 29 | +25  |  |
| 4    | Universidad Católica    | 51   | 30 | 15 | 6  | 9  | 59 | 44 | +15  |  |
| 5    | Aucas                   | 45   | 30 | 12 | 9  | 9  | 47 | 40 | +7   |  |
| 6    | Mushuc Runa             | 41   | 30 | 10 | 11 | 9  | 45 | 43 | +2   |  |
| 7    | El Nacional             | 40   | 30 | 13 | 4  | 13 | 33 | 36 | −3   |  |
| 8    | Orense                  | 40   | 30 | 10 | 10 | 10 | 28 | 33 | −5   |  |
| 9    | Técnico Universitario   | 38   | 30 | 10 | 8  | 12 | 39 | 36 | +3   |  |
| 10   | Emelec                  | 34   | 30 | 9  | 10 | 11 | 29 | 32 | −3   |  |
| 11   | Macará                  | 33   | 30 | 8  | 9  | 13 | 26 | 40 | −14  |  |
| 12   | Delfín                  | 31   | 30 | 8  | 7  | 15 | 29 | 45 | −16  |  |
| 13   | Deportivo Cuenca        | 29   | 30 | 7  | 11 | 12 | 40 | 45 | −5   |  |
| 14   | Libertad                | 27   | 30 | 7  | 10 | 13 | 28 | 43 | −15  |  |
| 15   | Imbabura (D)            | 24   | 30 | 6  | 6  | 18 | 34 | 60 | −26  |  |
| 16   | Cumbayá (D)             | 24   | 30 | 6  | 6  | 18 | 25 | 53 | −28  |  |

 Fuente: LigaPro
Criterios de clasificación: 1) Puntos; 2) Diferencia de gol; 3) Goles anotados; 4) Goles de visitante; 5) Resultados en partidos directos; 6) Sorteo.
Notas:
1. ↑  Campeón de la Copa Ecuador 2024. El Nacional fue penalizado con 3 puntos menos, por una sanción de la FEF.[75][76]
2. ↑  Emelec fue penalizado con 3 puntos menos, por una sanción de la FEF.[82][83]
3. ↑  Deportivo Cuenca fue penalizado con 3 puntos menos, por una sanción de la FEF.[80][81]
4. ↑  Libertad fue sancionado con 4 puntos menos, por temas relacionados a apuestas deportivas en la temporada pasada.[77][78]

|  | Clasificado a la fase de grupos de Copa Libertadores 2025.              |
|  | Clasificado a la segunda fase clasificatoria de Copa Libertadores 2025. |
|  | Clasificado a la primera fase clasificatoria de Copa Libertadores 2025. |
|  | Clasificados a la primera fase de Copa Sudamericana 2025.               |
|  | Descendidos a la Serie B 2025.                                          |

### Evolución de la clasificación
| Equipo                  | 01 | 02 | 03 | 04 | 05 | 06 | 07 | 08 | 09 | 10 | 11 | 12 | 13 | 14 | 15 | 16 | 17 | 18 | 19 | 20 | 21 | 22 | 23 | 24 | 25 | 26 | 27 | 28 | 29 | 30 |
| ----------------------- | -- | -- | -- | -- | -- | -- | -- | -- | -- | -- | -- | -- | -- | -- | -- | -- | -- | -- | -- | -- | -- | -- | -- | -- | -- | -- | -- | -- | -- | -- |
| Independiente del Valle | 7  | 4  | 1  | 1  | 1  | 2  | 2  | 2  | 2  | 2  | 2  | 1  | 1  | 1  | 1  | 1  | 3  | 2  | 2  | 2  | 1  | 1  | 1  | 1  | 1  | 1  | 1  | 1  | 1  | 1  |
| Liga de Quito           | 5  | 3  | 7  | 7  | 8  | 5  | 5  | 4  | 5  | 4  | 3  | 3  | 3  | 3  | 3  | 3  | 2  | 1  | 1  | 1  | 2  | 2  | 2  | 2  | 2  | 2  | 2  | 2  | 2  | 2  |
| Barcelona               | 3  | 8  | 8  | 9  | 11 | 11 | 7  | 7  | 6  | 6  | 4  | 4  | 4  | 2  | 2  | 2  | 1  | 3  | 3  | 3  | 3  | 3  | 3  | 3  | 3  | 3  | 3  | 3  | 3  | 3  |
| Universidad Católica    | 1  | 2  | 3  | 4  | 5  | 4  | 3  | 5  | 4  | 3  | 6  | 5  | 5  | 6  | 5  | 5  | 5  | 4  | 4  | 4  | 4  | 4  | 4  | 4  | 4  | 4  | 4  | 4  | 4  | 4  |
| Aucas                   | 2  | 1  | 2  | 3  | 3  | 1  | 1  | 1  | 1  | 1  | 1  | 2  | 2  | 4  | 4  | 4  | 4  | 5  | 5  | 5  | 6  | 5  | 5  | 6  | 5  | 5  | 5  | 5  | 5  | 5  |
| Mushuc Runa             | 6  | 6  | 4  | 6  | 6  | 7  | 8  | 10 | 10 | 12 | 14 | 14 | 11 | 11 | 8  | 9  | 7  | 6  | 8  | 10 | 7  | 6  | 6  | 7  | 7  | 7  | 6  | 6  | 6  | 6  |
| El Nacional             | 15 | 15 | 14 | 12 | 9  | 10 | 12 | 8  | 9  | 8  | 7  | 8  | 8  | 7  | 7  | 7  | 10 | 8  | 10 | 7  | 5  | 7  | 7  | 5  | 6  | 8  | 8  | 9  | 9  | 7  |
| Orense                  | 14 | 12 | 13 | 15 | 15 | 15 | 15 | 14 | 11 | 10 | 11 | 10 | 12 | 12 | 12 | 11 | 9  | 7  | 6  | 9  | 9  | 10 | 10 | 10 | 8  | 6  | 7  | 7  | 7  | 8  |
| Técnico Universitario   | 8  | 10 | 11 | 10 | 10 | 12 | 11 | 9  | 8  | 9  | 9  | 9  | 9  | 9  | 11 | 10 | 8  | 11 | 11 | 11 | 11 | 11 | 11 | 11 | 11 | 11 | 9  | 8  | 8  | 9  |
| Emelec                  | 4  | 5  | 5  | 2  | 2  | 3  | 4  | 3  | 3  | 5  | 5  | 6  | 6  | 5  | 6  | 6  | 6  | 10 | 9  | 6  | 8  | 8  | 8  | 8  | 9  | 9  | 10 | 10 | 10 | 10 |
| Macará                  | 9  | 9  | 6  | 5  | 4  | 6  | 6  | 6  | 7  | 7  | 8  | 7  | 7  | 8  | 9  | 12 | 11 | 9  | 7  | 8  | 10 | 9  | 9  | 9  | 10 | 10 | 11 | 11 | 11 | 11 |
| Delfín                  | 12 | 14 | 10 | 13 | 12 | 13 | 13 | 15 | 14 | 15 | 15 | 15 | 15 | 15 | 15 | 15 | 15 | 13 | 13 | 14 | 14 | 14 | 14 | 14 | 13 | 13 | 13 | 13 | 13 | 12 |
| Deportivo Cuenca        | 10 | 11 | 12 | 11 | 14 | 14 | 14 | 13 | 15 | 11 | 13 | 12 | 10 | 10 | 10 | 8  | 12 | 12 | 12 | 13 | 13 | 12 | 12 | 12 | 12 | 12 | 12 | 12 | 12 | 13 |
| Libertad                | 16 | 16 | 16 | 16 | 16 | 16 | 16 | 16 | 16 | 16 | 16 | 16 | 16 | 16 | 16 | 16 | 16 | 16 | 16 | 16 | 16 | 16 | 16 | 16 | 16 | 16 | 16 | 14 | 14 | 14 |
| Imbabura                | 13 | 7  | 9  | 8  | 7  | 9  | 9  | 11 | 12 | 13 | 12 | 11 | 13 | 13 | 14 | 14 | 14 | 14 | 15 | 12 | 12 | 13 | 13 | 13 | 14 | 14 | 15 | 15 | 15 | 15 |
| Cumbayá                 | 11 | 13 | 15 | 14 | 13 | 8  | 10 | 12 | 13 | 14 | 10 | 13 | 14 | 14 | 13 | 13 | 13 | 15 | 14 | 15 | 15 | 15 | 15 | 15 | 15 | 15 | 14 | 16 | 16 | 16 |

| 1. 2. |

### Tabla de resultados cruzados
| Local \ Visitante       | AUC | BSC | CUM | DEL | CUE | EME | IMB | IDV | LIB | LDU | MAC | NAC | MSR | ORE | TEC | UCT |
| ----------------------- | --- | --- | --- | --- | --- | --- | --- | --- | --- | --- | --- | --- | --- | --- | --- | --- |
| Aucas                   | —   | 1–1 | 3–0 | 2–0 | 1–4 | 3–1 | 2–2 | 0–2 | 2–0 | 0–1 | 3–1 | 3–4 | 1–2 | 2–0 | 3–1 | 2–2 |
| Barcelona               | 1–1 | —   | 8–1 | 4–0 | 4–0 | 2–1 | 2–0 | 3–2 | 0–0 | 2–0 | 2–1 | 1–0 | 2–2 | 0–0 | 3–0 | 1–0 |
| Cumbayá                 | 0–3 | 0–1 | —   | 1–0 | 1–0 | 1–0 | 1–2 | 1–3 | 0–0 | 1–3 | 1–0 | 1–0 | 2–1 | 2–2 | 1–2 | 1–1 |
| Delfín                  | 2–0 | 1–3 | 6–4 | —   | 0–0 | 0–1 | 1–1 | 0–1 | 1–1 | 3–2 | 1–1 | 1–1 | 4–2 | 0–1 | 2–0 | 0–2 |
| Deportivo Cuenca        | 3–3 | 1–0 | 2–1 | 0–0 | —   | 1–2 | 5–2 | 0–2 | 1–1 | 2–2 | 1–1 | 1–2 | 5–0 | 1–2 | 1–1 | 1–2 |
| Emelec                  | 0–0 | 1–1 | 2–0 | 2–0 | 0–1 | —   | 2–2 | 0–0 | 0–0 | 0–1 | 0–1 | 0–1 | 0–0 | 2–1 | 3–1 | 2–1 |
| Imbabura                | 1–2 | 1–3 | 0–0 | 3–0 | 0–2 | 1–2 | —   | 0–1 | 4–2 | 4–0 | 0–1 | 1–0 | 2–3 | 0–1 | 0–6 | 2–2 |
| Independiente del Valle | 1–1 | 3–1 | 3–0 | 1–2 | 1–0 | 2–1 | 3–1 | —   | 3–0 | 1–1 | 7–0 | 2–0 | 2–1 | 1–0 | 1–0 | 5–2 |
| Libertad                | 1–1 | 0–3 | 2–1 | 2–0 | 0–0 | 2–1 | 3–1 | 1–1 | —   | 2–3 | 0–1 | 0–2 | 2–2 | 1–1 | 1–0 | 0–1 |
| Liga de Quito           | 1–2 | 3–0 | 2–1 | 2–1 | 5–0 | 2–2 | 5–0 | 2–1 | 3–0 | —   | 2–1 | 1–1 | 1–1 | 2–0 | 1–0 | 2–1 |
| Macará                  | 0–2 | 1–1 | 1–1 | 0–2 | 3–1 | 1–1 | 2–0 | 0–1 | 3–0 | 0–4 | —   | 1–0 | 0–0 | 0–0 | 0–0 | 1–2 |
| El Nacional             | 0–0 | 3–0 | 2–1 | 1–0 | 2–1 | 0–1 | 2–0 | 1–2 | 1–4 | 1–2 | 1–3 | —   | 1–0 | 0–1 | 2–1 | 0–2 |
| Mushuc Runa             | 0–2 | 1–0 | 0–0 | 5–0 | 1–1 | 3–0 | 3–0 | 1–1 | 2–1 | 0–1 | 2–1 | 2–2 | —   | 3–0 | 1–2 | 2–1 |
| Orense                  | 4–0 | 3–2 | 1–0 | 0–0 | 1–1 | 1–1 | 1–2 | 0–0 | 1–0 | 1–0 | 1–0 | 0–1 | 2–2 | —   | 0–2 | 2–2 |
| Técnico Universitario   | 2–0 | 2–2 | 1–0 | 0–1 | 2–1 | 1–1 | 1–1 | 1–1 | 3–0 | 1–2 | 1–1 | 1–2 | 2–2 | 1–0 | —   | 2–0 |
| Universidad Católica    | 3–2 | 0–1 | 2–1 | 2–1 | 3–3 | 2–0 | 2–1 | 2–2 | 1–2 | 2–4 | 3–0 | 3–0 | 5–1 | 5–1 | 3–2 | —   |

## Tercera etapa

### Final
| Equipo                  | Método de clasificación     |
| ----------------------- | --------------------------- |
| Independiente del Valle | Ganador de la Primera etapa |
| Liga de Quito           | Ganador de la Segunda etapa |

- Los horarios corresponden a la hora de Ecuador (UTC-5).

#### Ida
| 7 de diciembre, 15:30 | Liga de Quito                  | 3:0 (1:0) | Independiente del Valle | Estadio Rodrigo Paz Delgado, Quito                                        |                                                                           |
|                       | Arce 45+2', 57' · Villamíl 73' | Reporte   |                         | Asistencia: 17 938 espectadores Árbitro(s): Bryan Loayza VAR: Luis Quiroz | Asistencia: 17 938 espectadores Árbitro(s): Bryan Loayza VAR: Luis Quiroz |

#### Vuelta
| 14 de diciembre, 15:30 | Independiente del Valle | 1:0 (0:0) (Global 1:3) | Liga de Quito | Estadio Banco Guayaquil, Quito                                                |                                                                               |
|                        | Zárate 90+6'            | Reporte                |               | Asistencia: 8800 espectadores Árbitro(s): Guillermo Guerrero VAR: Carlos Orbe | Asistencia: 8800 espectadores Árbitro(s): Guillermo Guerrero VAR: Carlos Orbe |

- Liga de Quito ganó 3 - 1 en el marcador global.

|                                                   |
|                                                   |
| Campeón Liga Deportiva Universitaria 13.er título |

## Clasificación a torneos Conmebol

### Copa Libertadores 2025
| Equipo                  | Clasificado como | Método de clasificación                  |
| ----------------------- | ---------------- | ---------------------------------------- |
| Liga de Quito           | Ecuador 1        | Campeón de la LigaPro Ecuabet 2024       |
| Independiente del Valle | Ecuador 2        | Subcampeón de la LigaPro Ecuabet 2024    |
| Barcelona               | Ecuador 3        | 1.er mejor ubicado de la Tabla acumulada |
| El Nacional             | Ecuador 4        | Campeón de la Copa Ecuador 2024          |
|                         |                  |                                          |

### Copa Sudamericana 2025
| Equipo               | Clasificado como | Método de clasificación                  |
| -------------------- | ---------------- | ---------------------------------------- |
| Universidad Católica | Ecuador 1        | 2.º mejor ubicado de la Tabla acumulada  |
| Aucas                | Ecuador 2        | 3.er mejor ubicado de la Tabla acumulada |
| Mushuc Runa          | Ecuador 3        | 4.º mejor ubicado de la Tabla acumulada  |
| Orense               | Ecuador 4        | 5.º mejor ubicado de la Tabla acumulada  |
|                      |                  |                                          |

## Goleadores
- Actualizado el 14 de diciembre de 2024.

| Pos. | Jugador                | Equipo                  | Goles | Partidos | Promedio | Penalti |
| ---- | ---------------------- | ----------------------- | ----- | -------- | -------- | ------- |
| 1    | Álex Arce              | Liga de Quito           | 28    | 31       | 0.9      | 1       |
| 2    | Jeison Medina          | Independiente del Valle | 20    | 31       | 0.65     | 2       |
| 3    | Diego Armas            | Técnico Universitario   | 20    | 29       | 0.69     | 6       |
| 4    | Janner Corozo          | Barcelona               | 17    | 29       | 0.59     | 1       |
| 5    | Pablo Magnín           | Deportivo Cuenca        | 15    | 28       | 0.54     | 8       |
| 6    | José Fajardo           | Universidad Católica    | 13    | 28       | 0.46     | 1       |
| 7    | Octavio Rivero         | Barcelona               | 11    | 15       | 0.73     | 0       |
| 8    | Ismael Díaz            | Universidad Católica    | 10    | 24       | 0.42     | 2       |
| 9    | Erick Mendoza          | Imbabura                | 10    | 25       | 0.4      | 4       |
| 10   | Francisco Fydriszewski | Barcelona               | 9     | 11       | 0.82     | 0       |

### Tripletes, pokers o más
- Actualizado el 30 de noviembre de 2024.

| Fecha      | Jugador             | Goles             | Local                | Resultado | Visitante             |
| ---------- | ------------------- | ----------------- | -------------------- | --------- | --------------------- |
| 20/3/2024  | Jean Carlos Blanco  | 4' · 45+1' · 85'  | Aucas                | 3 - 4     | El Nacional           |
| 28/3/2024  | Álex Arce           | 12' · 70' · 74'   | Liga de Quito        | 5 - 0     | Imbabura              |
| 17/5/2024  | Pablo Magnín        | 10' · 27' · 52'   | Deportivo Cuenca     | 5 - 2     | Imbabura              |
| 19/5/2024  | Jonathan dos Santos | 12' · 39' · 80'   | Mushuc Runa          | 5 - 0     | Delfín                |
| 11/8/2024  | Darwin López        | 15' · 41' · 87'   | El Nacional          | 1 - 3     | Macará                |
| 22/9/2024  | Enzo Fernández      | 23' · 56' · 69'   | Mushuc Runa          | 3 - 0     | Orense                |
| 27/10/2024 | Janner Corozo       | 16' · 18' · 55'   | Barcelona            | 4 - 0     | Delfín                |
| 28/10/2024 | Diego Armas         | 40' · 48' · 64'   | Imbabura             | 0 - 6     | Técnico Universitario |
| 24/11/2024 | Álex Arce           | 9' · 32' · 46'    | Universidad Católica | 2 - 4     | Liga de Quito         |
| 30/11/2024 | Bruno Vides         | 30' · 72' · 90+3' | Delfín               | 6 - 4     | Cumbayá               |
| 30/11/2024 | José Angulo         | 3' · 45' · 66'    | Delfín               | 6 - 4     | Cumbayá               |

### Autogoles
- Actualizado el 26 de octubre de 2024.

| Fecha      | Jugador            | Goles | Local                   | Resultado | Visitante             |
| ---------- | ------------------ | ----- | ----------------------- | --------- | --------------------- |
| 19/5/2024  | Jeison Medina      | 51'   | Aucas                   | 2 - 2     | Universidad Católica  |
| 24/5/2024  | Edilson Cabeza     | 65'   | Imbabura                | 1 - 2     | Emelec                |
| 25/5/2024  | Facundo Martínez   | 87'   | Liga de Quito           | 2 - 1     | Universidad Católica  |
| 26/5/2024  | Darwin Suárez      | 78'   | Orense                  | 1 - 0     | Cumbayá               |
| 5/8/2024   | Carlos Pérez       | 82'   | Cumbayá                 | 1 - 2     | Técnico Universitario |
| 11/8/2024  | Roberto Garcés     | 51'   | Mushuc Runa             | 3 - 0     | Emelec                |
| 18/8/2024  | Jhon Jairo Sánchez | 89'   | Emelec                  | 0 - 1     | El Nacional           |
| 1/9/2024   | Fernando León      | 35'   | Emelec                  | 2 - 1     | Orense                |
| 27/9/2024  | Rody Zambrano      | 14'   | Orense                  | 1 - 0     | Macará                |
| 5/10/2024  | Víctor Mendoza     | 32'   | El Nacional             | 3 - 0     | Barcelona             |
| 19/10/2024 | Richard Schunke    | 86'   | Independiente del Valle | 3 - 1     | Imbabura              |
| 26/10/2024 | Marco Montaño      | 26'   | Liga de Quito           | 1 - 1     | Mushuc Runa           |

## Máximos asistentes
- Actualizado el 14 de diciembre de 2024.

| Pos. | Jugador          | Equipo                  | Asistencias | Partidos |
| ---- | ---------------- | ----------------------- | ----------- | -------- |
| 1    | Jonnathan Mina   | Aucas                   | 11          | 26       |
| 2    | Bryan Ramírez    | Liga de Quito           | 9           | 26       |
| 3    | Leonel Quiñónez  | Liga de Quito           | 8           | 30       |
| 4    | Keny Arroyo      | Independiente del Valle | 8           | 30       |
| 5    | Danny Luna       | Deportivo Cuenca        | 8           | 29       |
| 6    | Lucas Mancinelli | Deportivo Cuenca        | 8           | 29       |
| 7    | Júnior Sornoza   | Independiente del Valle | 7           | 17       |
| 8    | José Fajardo     | Universidad Católica    | 7           | 28       |
| 9    | Janner Corozo    | Barcelona               | 7           | 29       |
| 10   | José Quintero    | Liga de Quito           | 6           | 18       |

## Estadísticas

### Galardones
La Liga Profesional de Fútbol entregó unos premios mensuales y al finalizar cada fase a los mejores jugadores, a través de uno de sus patrocinadores, Marathon Sports.
| Mes    | Jugador del mes | Equipo                       | Ref.   |
| ------ | --------------- | ---------------------------- | ------ |
| Mar.   | Álex Arce       | Liga Deportiva Universitaria | [ 84 ] |
| Abr.   | Jeison Medina   | Sociedad Deportiva Aucas     | [ 85 ] |
| May.   | Damián Díaz     | Barcelona Sporting Club      | [ 86 ] |
| Fase 1 | Kendry Páez     | Independiente del Valle      | [ 87 ] |
| Ago.   | Miguel Parrales | Orense Sporting Club         | [ 88 ] |
| Sep.   | Danny Luna      | Club Deportivo Cuenca        | [ 89 ] |
| Fase 2 | Álex Arce       | Liga Deportiva Universitaria | [ 90 ] |